# Ivanka Brekalo
Ivanka Brekalo (Essen, 14 marzo 1981) è un'attrice tedesca di origine croata.

## Biografia
Si è formata professionalmente frequentando, dal 2001 al 2005, l'Universität für Musik und Darstellende Kunst (Università degli Studi di Musica e Spettacolo) di Graz (Austria). Oltre al tedesco, parla il croato e l'inglese.
Dopo aver recitato principalmente in teatro e girato da protagonista il cortometraggio Blue Hotel (2005), regia di Felix Randau, diventa popolare presso il pubblico di varie del mondo per il ruolo di Emma Strobl Saalfeld, protagonista femminile della quarta stagione di Sturm der Liebe, trasmessa in Italia da Mediaset con il titolo di Tempesta d'amore.
Il suo personaggio entra nel cast della soap opera tedesca nel 2008, a partire dall'episodio 590. Il protagonista maschile della quarta stagione è l'attore Martin Gruber, presente nella soap dal 2006 (episodio 273). Nel 2010 ritorna per alcune puntate, insieme a Martin Gruber, nel cast della soap. Nello stesso anno gira il film Resturlaub, suo primo lungometraggio, diretto da Gregor Schnitzler, nelle sale nel 2011.
Nel 2013 torna ad interpretare il ruolo di Emma Strobl Saalfeld in tre episodi di Tempesta d'amore.

## Carriera

### Teatro
- Peanuts (2003)
- Argentina die brilliante Kammerzofe (2004)
- Freiheit in Krähwinkel (2005)
- 3 von 5 Millionen (2005)
- Weiningers Nacht (2006)
- Rose Bernd (2006)
- Fräulein Braun (2006)
- Yvonne, die Burgunderprinzessin (2006)
- Bezahlt wird nicht! (2007)
- Macbeth (2007)
- Leonce und Lena (2011-2013)

### Cinema
- Resturlaub, regia di Gregor Schnitzler (2011) - Ruolo:  Miriam

### Televisione
- Tempesta d'amore (Sturm der Liebe), registi vari - Soap opera - In Germania: Das Erste - In Italia: Rete 4 - Puntate: 590-914/1019-1025/1753-1755 (2008-2009/2010/2013) - Ruolo: Emma Strobl Saalfeld[2] - Doppiaggio: Anna Lana
- Squadra Speciale Vienna (SOKO Donau) - Serie TV - Episodio: Schutzlos (2011) - Ruolo: Milena Rada
- Tessa Hennig - Elli gibt den Löffel ab - TV Movie (2012) - Ruolo: Anja

### Cortometraggi
- Blue Hotel, regia di Felix Randau (2005) - Ruolo: Anna[1]

### Premi
- Premio Večernjakova Domovnica - Migliore attrice croata all'estero 2009-2010-2012 - Nomination nel 2011[3]